# Puente de Santa María (Onteniente)
El puente de Santa María es la estructura que une el barrio de la Villa con el de San Rafael en la localidad valenciana de Onteniente (España). Finalizado e inaugurado en 1953, el puente atraviesa el río Clariano.

## Descripción
El viaducto presenta una longitud de 150 m, con 9  de ancho y una altura máxima de 60 m en su vano central. El material empleado en su construcción es el hormigón armado y tanto los contrafuertes como las pilas de soporte están recubiertos en sillarejo, mientras que la barandilla y los ocho soportes de las farolas son de fábrica y metal. Por otra parte, la estructura consiste en tres arcos parabólicos principales de gran tamaño, con uno de menores dimensiones en un extremo.

## Historia
El puente de Santa María fue construido con tal de conectar el centro histórico de Onteniente con el barrio obrero de San Rafael, creado durante la primera mitad del siglo XX debido al aumento del desarrollo industrail local. Las obras comenzaron en 1942 y terminaron en 1953, año en el que fue inaugurado. Desde entonces han ocurrido varios episodios de accidentes ante el desprendimiento de las farolas sobre su base. Situaciones de esta índole ocurrieron en 2008 y 2016, y los escultores encargados de su restauración indicaron la dificultad de la tarea debido a que los faroles están tallados en piedra y metal y presentan el escudo de la localidad en su base. Tras la borrasca Filomena y un nuevo desprendimiento se optó por mejorar la fijación de los soportes.